# Cisalveolina
Cisalveolina es un género de foraminífero bentónico de la familia Alveolinidae, de la superfamilia Alveolinoidea, del suborden Miliolina y del orden Miliolida. Su especie tipo es Cisalveolina fallax. Su rango cronoestratigráfico abarca el Cenomaniense (Cretácico superior).

## Clasificación
Cisalveolina incluye a las siguientes especies:
- Cisalveolina fallax †
- Cisalveolina fraasi †
- Cisalveolina lehneri †